# Rudra minensis
Rudra minensis är en spindelart som beskrevs av Galiano 1984. Rudra minensis ingår i släktet Rudra och familjen hoppspindlar. Inga underarter finns listade i Catalogue of Life.